# Пермята
Пермята — деревня в составе Мурашинского района Кировской области. 

## География
Находится на расстоянии примерно 37 километров по прямой на юго-запад от районного центра города Мураши.

## История
Известна с 1891 года, в 1905 году учтено дворов 14 и жителей 88, в 1926 15 и 107, в 1950 27 и 83 соответственно, в 1989 214 жителей . До 2021 года входила в Мурашинское сельское поселение Мурашинского района, ныне непосредственно в составе Мурашинского района.

## Население
Постоянное население  составляло 126 человек (русские 97%) в 2002 году, 79 в 2010.